# Parewadin
Parewadin (nep. परेवादिन) – gaun wikas samiti we wschodniej części Nepalu w strefie Kośi w dystrykcie Dhankuta. Według nepalskiego spisu powszechnego z 2001 roku liczył on 1329 gospodarstw domowych i 6908 mieszkańców (3514 kobiet i 3394 mężczyzn).